# Paulette Tavormina
Paulette Tavormina (Rockville Centre, 1949) es una fotógrafa estadounidense que vive y trabaja en la ciudad de Nueva York. Tavormina es conocida por su serie Natura Morta que cuenta con imágenes fotográficas inspiradas en los viejos maestros pintores de la naturaleza muerta del siglo XVII, holandeses, españoles e italianos.

## Carrera profesional

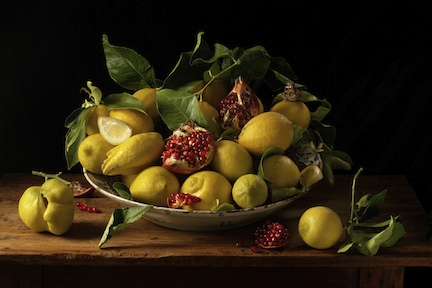
Limones y granadas, 2010, según Jacob van Hulsdonck, por Paulette Tavormina

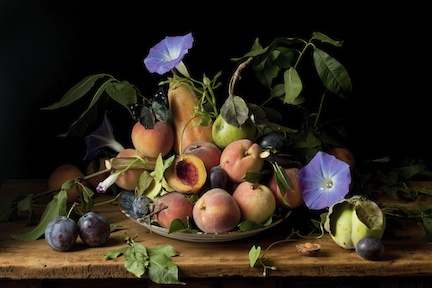
Melocotones y Morning Glories, 2010, según Giovanna Garzoni, por Paulette Tavormina

El interés de Tavormina por la fotografía surgió en la década de 1980 a partir de la solicitud de una firma de relaciones públicas de Nueva York para fotografiar a una celebridad que estaba de visita. Más tarde asistió a clases de introducción a la fotografía en el Centro Internacional de Fotografía de Nueva York. Después de mudarse a Santa Fe, Nuevo México, Tavormina siguió asistiendo a clases de fotografía en blanco y negro y técnica de cuarto oscuro y se convirtió en fotógrafa comercial, especializada en cerámica histórica india y joyería navajo. También trabajó como estilista de alimentos, colaborando en seis libros de cocina, incluidos The Coyote Café Cookbook y The Red Sage Cookbook. Adaptó su experiencia en el diseño de alimentos convirtiéndose en especialista en accesorios y alimentos para películas de Hollywood, incluida The Astronaut's Wife, donde parte de su trabajo consistió en crear escenas gastronómicas elaboradas. Mientras estuvo en Santa Fe, Tavormina quedó fascinada por la obra de Sarah McCarty, una pintora allí afincada, y se introdujo en las obras de maestras pintoras de naturalezas muertas del siglo XVII como Giovanna Garzoni y Maria Sibylla Merian.
Al principio de su carrera Tavormina pasó seis años trabajando en la casa de subastas Sotheby's en Nueva York, rodeada arte. Al regresar a Nueva York a mediados de la década de 2000, después de un período de aprendizaje del italiano y de encontrar sus raíces ancestrales en Sicilia, Tavormina se unió a Sotheby's nuevamente, fotografiando obras de arte para sus catálogos de subastas. Comenzó a experimentar y crear imágenes fotográficas que recuerdan el arte de la naturaleza muerta de los pintores holandeses, italianos y españoles del siglo XVII, incluidos Francisco de Zurbarán, Giovanna Garzoni, Maria Sibylla Merian y Willem Heda. Hacia 2009, Tavormina ya había desarrollado el estilo de iluminación y composición que forma la columna vertebral de su serie Natura Morta, siendo mostrado su trabajo públicamente por primera vez en 2009 en Sotheby's. Su primera exposición en una galería fue la exposición colectiva Still Seen en la Robert Klein Gallery de Boston en el otoño de 2009. Desde entonces, el trabajo de Tavormina ha sido parte de una serie de exposiciones individuales y colectivas. Además de hacer fotografía artística, Tavormina ha hecho las fotografías de libros de cocina como The 1802 Beekman Heirloom Cookbook y The 1802 Beekman Heirloom Dessert Cookbook así como otras publicaciones comerciales como Sotheby's at Auction, Martha Stewart Weddings, The New York Times, y la revista National Geographic.

## Monografía
The Monacelli Press publicó en 2016 una monografía titulada Paulette Tavormina: Seizing Beauty. Este volumen de 160 páginas incorpora láminas de las principales obras de Tavormina del período de 2008 a 2015, así como ensayos de los expertos de arte y fotografía Silvia Malaguzzi, Mark Alice Durant y Anke Van Wagenberg-Ter Hoeven.

## Premios y reconocimientos
En agosto de 2016, Tavormina fue seleccionada por la Fundación Pollock-Krasner como ganadora de una beca Pollock-Krasner en 2016.
En noviembre de 2010, Tavormina recibió el Gran Premio del Festival International de la Photographie Culinaire, un concurso de fotografía que se celebra anualmente en París, Francia.

## Exposiciones individuales en museos
- Snite Museum of Art, Universidad de Notre Dame, South Bend, IN, 21 de agosto de 2016 - 27 de noviembre de 2016
- Academy Art Museum, Easton, MD, 23 de abril de 2016 - 10 de julio de 2016

## Exposiciones individuales en galerías
- A Concert of Birds, Robert Mann Gallery, Nueva York, NY, 2018[15]
- Seizing Beauty, Colnaghi, Madrid, España, 2018[16]
- Seizing Beauty, Colnaghi, Londres, Inglaterra, 2017[17]
- Paulette Tavormina, Beetles + Huxley Gallery, Londres, Inglaterra, 2015[18][19][20]
- Paulette Tavormina: Bogedón, Robert Mann Gallery, Nueva York, 2015[21]
- Serie Bogedón de Paulette Tavormina, March SF, San Francisco, 2014
- Black & Bloom, una exposición individual en dos partes, Robert Klein Gallery, Boston MA, 2014[22][23]
- Fotografías, marzo de SF, San Francisco, 2013[2]
- Natura Morta, Robert Mann Gallery, Nueva York, 2013[24][25]
- Natura Morta, Polka Gallery, París, 2012[26]
- Natura Morta, Galería Robert Klein, Boston, 2010[27]

## Exposiciones colectivas seleccionadas
- Tradiciones imperecederas: Momento Mori, Muskegon Museum of Art, Muskegon, MI, 2020.[28]
- The Garzoni Challenge, Galerías Uffizi, Florencia, Italia, 2020.[29]
- Seizing Beauty, Colnaghi Gallery, Nueva York, NY, 2020.[30]
- Garden Party, Catherine Couturier Gallery, Houston, TX, 2019.[31]
- Duerme con los peces, Robert Mann Gallery, Nueva York, NY, 2019.[32]
- Birds of a Feather, Robert Mann Gallery, Nueva York, NY, 2017.[33]
- Naturaleza muerta: el placer de detener el tiempo, Galería Holden Luntz, Palm Beach, Florida, 2016.[34]
- Mes de la fotografía Denver: Playing with Beauty comisariada por Mark Sink, RedLine, Denver, Colorado, 2015.[35][36]
- Exposición de fotografía de verano, Stephanie Hoppen Gallery, Londres, Inglaterra, 2014
- Fragile, Chris Beetles Fine Photographs, Londres, Inglaterra, 2013[37]
- El placer de un artista: Revelando las fantasías de la naturaleza muerta, Alimentarium Museum, Vevey, Suiza, 2014.[38]
- The Photographers 2011, Chris Beetles Fine Photographs, Londres, Reino Unido, 2011.[39]
- Natura Morta, Polka Gallery, París, 2011.[26]
- Natura Morta, Galería Pobeda, Moscú, Rusia, 2011.[40]
- Still Life Revisited, Everson Museum of Art, Siracusa, Nueva York, 2011.
- Food for Thought, Robert Mann Gallery, Nueva York, Nueva York, 2011.[41]
- Naturae Mortae: Fotógrafos maestros del siglo XX, Photographica Fine Art, Lugano, Suiza, 2010.[42]
- A través de la lente de un pintor, Holden Luntz Gallery, Palm Beach Florida, 2009.[43]
- Still Seen, Robert Klein Gallery, Boston, MA, 2009.